# Guttenahalli, Gauribidanur
Guttenahalli là một làng thuộc tehsil Gauribidanur, huyện Kolar, bang Karnataka, Ấn Độ.